# Мирошниченко, Сергей Николаевич
Серге́й Никола́евич Мирошниче́нко  (род. 18 июля 1982, Майкоп, Краснодарский край, СССР) — российский футболист, защитник, тренер.

## Карьера

### Клубная
Первый тренер — Александр Рубенович Матусян. В 2002 году начинал свою карьеру во Втором дивизионе в анапском «Спартаке». В 2004 году подписал контракт с «Дружбой», но уже летом перешёл в волжское «Торпедо». Сезон-2006 провёл в «Газовике». С 2007 года играл в Первом дивизионе сначала за «Урал», затем — за «Краснодар». В 2011 году выступал за «Химки». В 2012 году подписал контракт с «Черноморцем». Летом того же года перебрался в «Салют». После снятия команды с первенства концовку сезона 2013/14 провёл в питерском «Динамо». 12 июня 2014 года пополнил состав клуба «Луч-Энергия». В январе 2015 года перебрался в «Анжи», после чего — в армавирское «Торпедо».

### Тренерская
В 2021—2023 годах входил в тренерский штаб клуба «Краснодар-2». В июле 2024 года стал главным тренером «Дружбы».

## Достижения
- Серебряный призёр первенства ФНЛ: 2014/15
- Победитель зоны «Юг» Второго дивизиона: 2017/18
- Серебряный призёр зоны «Урал-Поволжье» Второго дивизиона: 2006
- Бронзовый призёр зоны «Юг» Второго дивизиона: 2016/17

## Личная жизнь
Женат. Супруга — Мирошниченко Алёна. От первого брака имеет двоих детей: Милу (род. в 2008 году) и Мирона (род. в 2013 году).